# Ère Bun'ō
L'ère Bun'ō (文応) est une des ères du Japon (年号, nengō, lit. « nom de l'année ») après l'ère Shōka et avant l'ère Kōchō. Cette ère couvre la période allant du mois d'avril 1260 au mois de février 1261. L'empereur régnant est Kameyama-tennō (亀山天皇).

## Changement d'ère
- 1260 Bun'ō gannen (文応元年?) : le nom de la nouvelle ère est créé pour marquer un événement ou une succession d'événements.

## Évènements de l'ère Bun'ō
- 1260 (Bun'ō 1) : les mauvaises récoltes sont à l'origine d'une famine généralisée[3].
- 1260 (Bun'ō 1) : Nichiren prêche dans les rues de Kamakura[4].
- 16 juillet 1260 (Bun'ō 1, 7e jour du 6e mois) : Nichiren soumet une remontrance officielle au shikken Hōjō Tokiyori ; c'est le « traité pour assurer la paix dans le royaume par l'établissement du vrai bouddhisme » (Rissho Ankoku Ron)[5].
- 1260 (Bun'ō 1) : le bouddhisme est introduit au Japon en provenance du royaume de Ryūkyū[6].
- 1260 (Bun'ō 1) : l'accroissement du nombre de pirates et des raids dans les ports sûrs de Tsushima devient un problème majeur[3].

| Bun'ō     | 1re  | 2e   |
| Grégorien | 1260 | 1261 |